# Olivier Delacroix
Pour les articles homonymes, voir Delacroix.
Ne doit pas être confondu avec Olivier Delcroix.
Olivier Delacroix, né le 30 mai 1964 à Évreux (Eure), est un documentariste, chanteur et animateur français de radio et de télévision.

## Biographie

### Généralités
Olivier Delacroix est né le 30 mai 1964 à Évreux, dans l'Eure. Il grandit à Évreux, son père exerce le métier de peintre en bâtiment avant de devenir chef d'entreprise et sa mère est femme au foyer. Contrairement à la rumeur, l'artiste Florence Thomassin n'est ni sa soeur ni sa demi-soeur. Il est diplômé de l'Institut pratique du journalisme en 1987.

### Radio
Durant la saison 2018-2019, il présente l'émission Partageons nos expériences de vie du lundi au vendredi de 15 h à 16 h sur Europe 1. D’août 2019 à juillet 2025, il anime la Libre antenne du lundi au jeudi de 22 h 30 à 1 h sur Europe 1.

### Télévision
Olivier Delacroix commence sa carrière sur TF1 en 1988 comme régisseur du jeu Le Juste Prix avant de collaborer à l'émission Ciel mon mardi !, présentée par Christophe Dechavanne, entre 1990 et 1992. Il fait ensuite partie de la société de production de Christophe Dechavanne : Coyote jusqu'en 2002.
En 2002, il est journaliste pour Le Vrai Journal de Karl Zéro, dans le cadre de l'élection présidentielle de 2002.
Il rejoint ensuite la société Glem et fait partie des équipes produisant notamment L'Île de la tentation.
Il est producteur délégué du magazine Les Hyènes diffusée pendant l'été 2004 sur France 2, produit par Loribel (Laurent Fontaine et Pascal Bataille).
En 2007, il réalise pour la case Jeudi investigation sur Canal+ le documentaire Europe : les supermarchés de la défonce. Suivra en 2008 le documentaire Les damnés de Manille consacré à la pauvreté dans la ville de Manille.
À partir de 2010, il réalise des documentaires pour l'émission Nouveaux regards, diffusée sur la chaîne France 4, puis rejoint France 2 et france.tv studio pour présenter le magazine de témoignages, Dans les yeux d’Olivier, depuis 2011.
En juin 2022, un livre présente le postulat qu'un des documentaires d'Olivier Delacroix (Dans les yeux d'Olivier, saison 7 épisode 2 traquées 2017) aurait diffusé de fausses informations sur l'auteur d'un meurtre. Olivier Delacroix avance que le meurtrier du père de Rachel Jouvet se prénomme Mathieu, alors qu'il se prénommerait Abdourahmani[réf. nécessaire].
Le 7 décembre 2013, en direct de Pont-à-Mousson, il co-présente le Téléthon, sur France 3, en compagnie de Cyril Féraud, Laurent Luyat et Amanda Scott.
Il anime l'émission Alcootest sur France 4 le 7 octobre 2014. Ce programme est destiné à informer les jeunes des méfaits de l'alcool et de son impact sur l'organisme,.
Depuis 2018, il réalise une collection de documentaires de société pour France 5 : Le parcours des combattantes diffusé le 7 mars 2018, Femmes du Nord : quand la vie est un combat le 26 février 2019, et Elles ont brisé les codes diffusé le 9 novembre 2019
En janvier 2020, il participe à l'émission Stars à nu présentée par Alessandra Sublet sur TF1, aux côtés de Philippe Candeloro, Alexandre Devoise, Baptiste Giabiconi, Bruno Guillon, Satya Oblette et Franck Sémonin. La chorégraphie finale est signée par Chris Marques.
Au cours du dernier trimestre 2020, il réalise une nouvelle série de six documentaires pour France 5 intitulée Ils font bouger les lignes.

### Musique
Chanteur du groupe de rock Black Maria de 1987 à 1998, il a réalisé quatre albums et quatre tournées européennes totalisant 500 concerts. Il a composé deux disques en solo,. En 2017, il sort un album solo Amor.

## Ouvrages
- Olivier Delacroix, Nos chemins sont semés de rencontres, Michel Lafon, 28 mai 2014, 253 p. (ISBN 2749922321 et 978-2749922324).
- Olivier Delacroix, Parce qu'il y a les femmes, Michel Lafon, 23 mai 2019, 267 p. (ISBN 2749940001 et 978-2-7499-4000-7).